# Free (álbum de Gavin DeGraw)
Free é o terceiro álbum do cantor norte-americano Gavin DeGraw, lançado em 2009. Chegou à 19ª colocação na Billboard 200, com 29 mil cópias vendidas.

## Faixas
Todas as músicas são de autoria de Gavin DeGraw exceto "Indian Summer", por Chris Whitley.
1. "Indian Summer" - 4:43
2. "Free" – 3:56
3. "Stay" – 3:33
4. "Mountains to Move " - 5:46
5. "Glass" - 3:53
6. "Lover Be Strong" - 4:28
7. "Dancing Shoes" - 3:46
8. "Waterfall" - 4:41
9. "Why Do the Men Stray?" - 3:05
10. "Never the Same" - 4:19 (faixa exclusiva do iTunes)
11. "Young Love" – 3:46 (faixa exclusiva do Amazon.com)
12. "Get Lost" – 4:06 (faixa exclusiva da pré-venda)